# Gèdre
Gèdre is een plaats en voormalige gemeente in het Franse departement Hautes-Pyrénées in de regio Occitanie en telt 291 inwoners (1999). De plaats maakt deel uit van het arrondissement Argelès-Gazost.

## Geschiedenis
De gemeente maakte deel uit van het kanton Luz-Saint-Sauveur tot dit op 22 maart 2015 opging in het op die dag gevormde kanton La Vallée des Gaves.
Op 1 januari 2016 fuseerde Gèdre met Gavarnie tot de commune nouvelle Gavarnie-Gèdre.

## Geografie
De oppervlakte van Gèdre bedraagt 158,5 km², de bevolkingsdichtheid is 1,8 inwoners per km².
De onderstaande kaart toont de ligging van Gèdre met de belangrijkste infrastructuur en aangrenzende gemeenten.

## Demografie
Onderstaande figuur toont het verloop van het inwonertal (bron: INSEE-tellingen).